# Італійці Криму
Італійці Криму (італ. Italiani di Crimea) — італійська громада в українському Криму. На сьогодні точна кількість італійців в Україні невідома, однак за переписом 2001 року загалом італійцями себе назвало 420 людей. Орієнтовно італійське походження мають до 500 мешканців Криму, діють дві громадські організації, які об'єднують нащадків італійських сімей.

## Історія
До передісторії появи італійців у Криму можна віднести давньоримську добу в історії півострова, яка почалася у 63 році до н. е. та закінчилася у IV—V столітті. Однак, давньоримська присутність була здебільшого військова, і попри довготривале існування укріплень по типу Харакса, невідомо, скільки уродженців давньої Італії залишилися у Криму після відходу римських легіонів та флоту.
Наступним етапом, вже у середньовіччя, стала італійська колонізація Криму та всього Причорномор'я. В Криму де збереглися стародавні генуезькі фортеці, свого часу було багато італійських поселень. Однак, у 1475 році генуезьку Ґазарію завоювали османи, і місцеві італійці частково покинули місто, частково взяли участь в етногенезі кримських татар, караїмів і кримчаків, і можливо також урумів і румеїв. Наприклад, серед кримчаків зустрічаються імена та прізвища італійського походження, такі як Ломброзо чи Анжело.
Ще у XVII столітті є свідчення про так званих френків або френккардашів — тюркомовних католиків з італійськими прізвищами, які казали шо в них є предки генуезці. Цікаво, що навіть у XIX столітті частина родин з італійської громади Криму виводили свій родовід ще з середньовіччя, і називали себе «женовезці» (кримськотатарське cenevez — генуезці). Однак, переважна частина італійців, що залишилися у Криму у 1475 році, асимілювалася серед кримських татар.

### Формування сучасної спільноти
Італійська спільнота у Криму сформувалася на початку вісімнадцятого століття завдяки двом міграційним «хвилям», які здебільшого походили з області Апулія. Більша частина — це були селяни та моряки (кримська земля славилася врожайністю). Місто Керч стало місцем проживання для основної маси італійських переселенців: рибаків, кораблебудівельників, моряків. У 1840 році італійці збудували в Керчі церкву.
Одне з них знаходилося в Керчі з 1820 року, коли з півдня Італії у пошуках роботи прибули перші поселенці, близько 30 родин. Вони зуміли зберегти національну ідентичність і досягли процвітання. Перед Другою світовою війною італійці, як і ряд інших народів, були депортовані режимом до Сибіру і північного Казахстану.
Це була італійська громада, яку вигнали з рідного міста Керчі і депортували до Казахстану. Це трапилось 1942 року, тобто на два роки раніше від депортації кримських татар. Про неї українці майже зовсім не знають. Ані українська, ані італійська влада про це навіть не здогадується.
Крім Керчі, у другій половині XIX ст. сталі італійські громади сформувалися в Одесі, Феодосії та Маріуполі.

## Репресії періоду більшовицької революції
У період більшовицької революції італійська меншина нараховувала близько трьох тисяч чоловік (дехто говорив і про п'ять тисяч), які становили 2 % всього населення півострова, де у більшості проживали кримські татари.
На початку 20-х років комуністи перетворюють католицьку церкву у спортзал і переконують дрібних підприємців об'єднатися в «італійський» колгосп. Народ не підтримав цієї ідеї, згодом почалися арешти, розстріли, депортування у сибірські ГУЛАГи, з яких майже ніхто не повернувся. Дехто, відчуваючи недобре, втік на батьківщину. У 1933 році кількість італійського населення зменшилась до 1,3 % усього населення Криму.

## Друга хвиля репресій 1942 року
Друга хвиля репресій нахлинула у 1942 році після німецької окупації міста Керч: 29 січня радянська влада розпочала депортацію італійців, використовуючи нацистські етнічні списки, де італійців, мабуть, сплутали з євреями. Затриманим було виділено півтори години на збір, потім їх на кораблі перевезли на східний берег Чорного моря, звідти ж до Баку в освинцьованих вагонах через Каспійське море до Казахстану. Подорож тривала 2 місяці, більшість дітей та старих людей померли в дорозі від голоду та холоду.

## Повернення у Крим депортованих італійців
Лише наприкінці 50-х після смерті Сталіна деякі з італійців отримали змогу повернутися до Криму, одна десята колись існуючої меншини; нікому з них не повернули власності. На сьогодні італійських нащадків у Криму офіційно 340 осіб (стільки ж залишилося у Казахстані), у 1992 році вони створили у Керчі спільноту, яка потихеньку відбудовує єдину в місті католицьку церкву. Ці люди живуть досить бідно, 47 осіб на початку 90-х вже зробили запит на повернення їм громадянства, але лише двоє отримали позитивний результат, оскільки більшість документів для підтвердження їх походження було знищено чи конфісковано радянською владою як «докази» шпигунства.

## Меншина без прав
«Ми не просимо грошей, ми вимагаємо надання законних прав», — з цими словами пані Юлія Бойко, представниця італійської меншини у Керчі, веде боротьбу за права італійської спільноти в Україні. Перш за все нащадки італійців вимагають визнання статусу депортованих з боку українського уряду та Автономної Республіки Крим. Цей статус вже мають кримські татари, німці, болгари, вірмени та греки, без нього майже неможливо отримати українське громадянство. На сьогодні італійці не мають прав, які належать іншим меншинам, що живуть в Україні, серед них — отримання субсидій, спорудження пам'ятників на честь загиблих предків, участь у щорічному національному святкуванні Дня пам'яті — 18 травня. Також ветерани просять втручання італійського уряду для надання громадянства нащадкам, які хочуть його прийняти. Дотепер лише муніципальна влада Мілану вшанувала «тисячу італійців» у Криму, встановивши меморіальну дошку на території одного з місцевих парків у 2005 році.
29 січня 2025 року в Мілані відбудеться церемонія вшанування 83-х роковин депортації кримських італійців.